# Poststadion
Het Poststadion is een multifunctioneel stadion in Berlijn, de hoofdstad van Duitsland. 
Het stadion werd tussen 1926 en 1929 gebouwd op het voormalig exercitieterrein om te kunnen worden gebruikt door de voetbalclub Post SV Berlin. Het ontwerp kwam van architect George Demmler. Rondom en in het stadion kunnen ook andere sporten worden beoefend. In 1936 werd dit stadion gebruikt voor voetbalwedstrijden op de Olympische Zomerspelen. Er werden drie wedstrijden gespeeld. Tijdens de Tweede Wereldoorlog werden delen van het stadion verwoest en na de oorlog weer opgebouwd. Aanvankelijk konden er 55.000 toeschouwers in dit stadion, maar na de wederopbouw werd dit aantal uitgebreid tot 60.000.
In de jaren 1970 raakte het stadion en het gebied eromheen in verval. Plannen om het opnieuw te renoveren werden niet uitgevoerd en in 1990 mochten er van de Duitse voetbalbond geen competitiewedstrijden uit de Tweede Divisie meer plaatsvinden. In datzelfde jaar kwam het stadion op de monumentenlijst te staan. 
Vanaf 2008 worden steeds meer delen rondom het stadion gerenoveerd.

## Interlands
| Voetbalinterlands | Voetbalinterlands | Voetbalinterlands         | Voetbalinterlands | Voetbalinterlands | Voetbalinterlands |
| №                 | Datum             | Wedstrijd                 | Uitslag           | Competitie        | Toeschouwers      |
| ----------------- | ----------------- | ------------------------- | ----------------- | ----------------- | ----------------- |
| 1                 | 3 december 1933   | Duitsland – Polen         | 1–0               | vriendschappelijk | 40.000            |
| 2                 | 3 augustus 1936   | Verenigde Staten – Italië | 0–1               | Olympische Spelen | 9.000             |
| 3                 | 4 augustus 1936   | Duitsland – Luxemburg     | 9–0               | Olympische Spelen | 12.000            |
| 4                 | 7 augustus 1936   | Duitsland – Noorwegen     | 0–2               | Olympische Spelen | 35.000            |